# Pirajoux
Pirajoux ist eine französische Gemeinde mit 400 Einwohnern (Stand: 1. Januar 2022) im Département Ain in der Region Auvergne-Rhône-Alpes. Sie gehört zum Kanton Saint-Étienne-du-Bois im Arrondissement Bourg-en-Bresse.

## Lage
Die Gemeinde Pirajoux liegt am Solnan am Nordostrand der Bresse, 21 Kilometer nordnordöstlich von Bourg-en-Bresse. Sie grenzt im Norden an Beaupont, im Nordosten an Domsure (Berührungspunkt), im Osten an Coligny, im Südosten an Villemotier, im Südwesten an Marboz sowie im Nordwesten an Foissiat und Cormoz.

## Bevölkerungsentwicklung
| Jahr                       | 1962 | 1968 | 1975 | 1982 | 1990 | 1999 | 2011 | 2021 |
| -------------------------- | ---- | ---- | ---- | ---- | ---- | ---- | ---- | ---- |
| Einwohner                  | 428  | 375  | 314  | 294  | 304  | 299  | 375  | 407  |
| Quellen: Cassini und INSEE |      |      |      |      |      |      |      |      |

## Sehenswürdigkeiten
- Kirche Saint-Jacques-et-Philippe
- Moulin Pertuizet, Wassermühle am Solnan

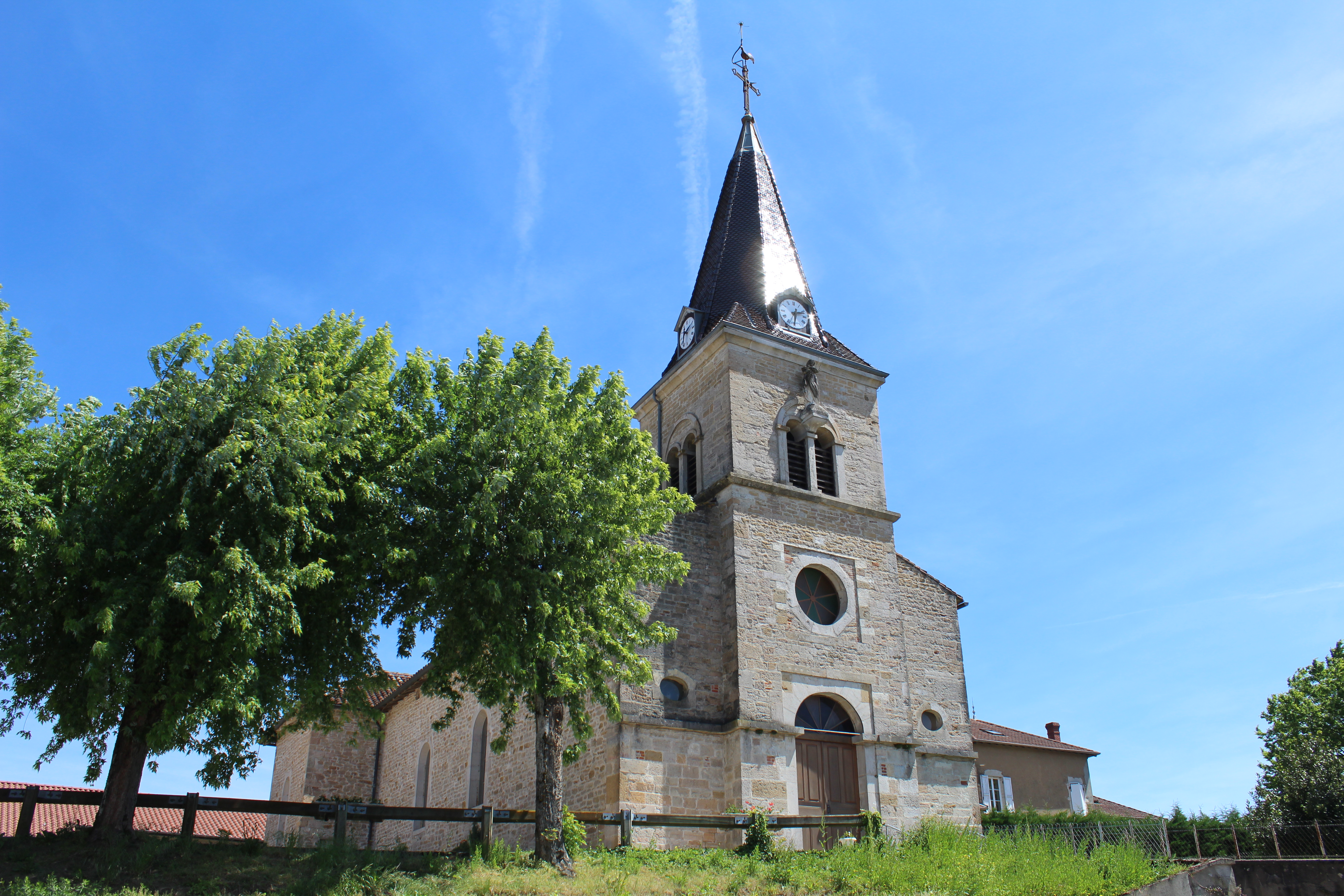
Kirche Saint-Jacques-et-Philippe
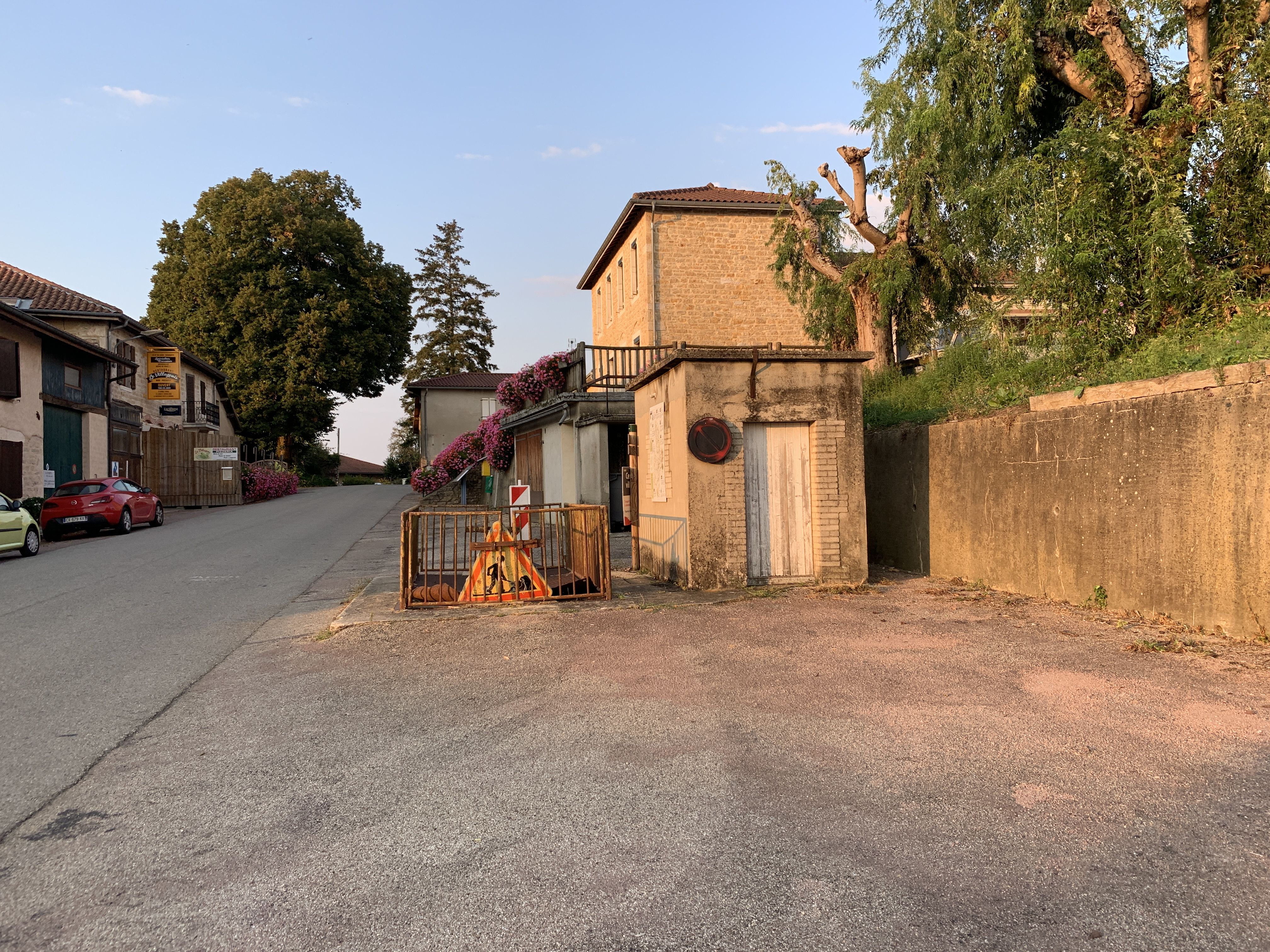
Ehemalige öffentliche Waage
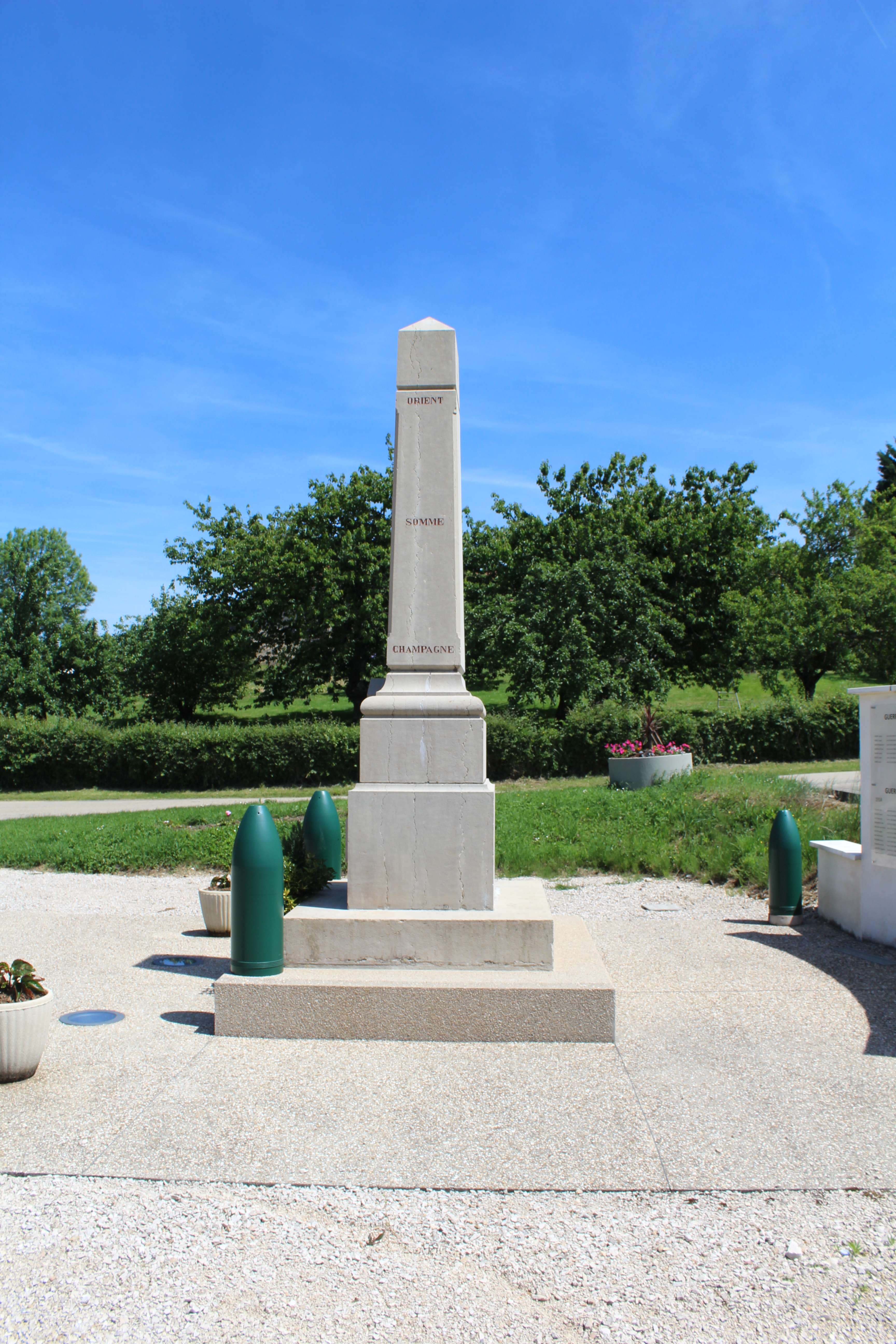
Gefallenendenkmal